# Friedhof Riem

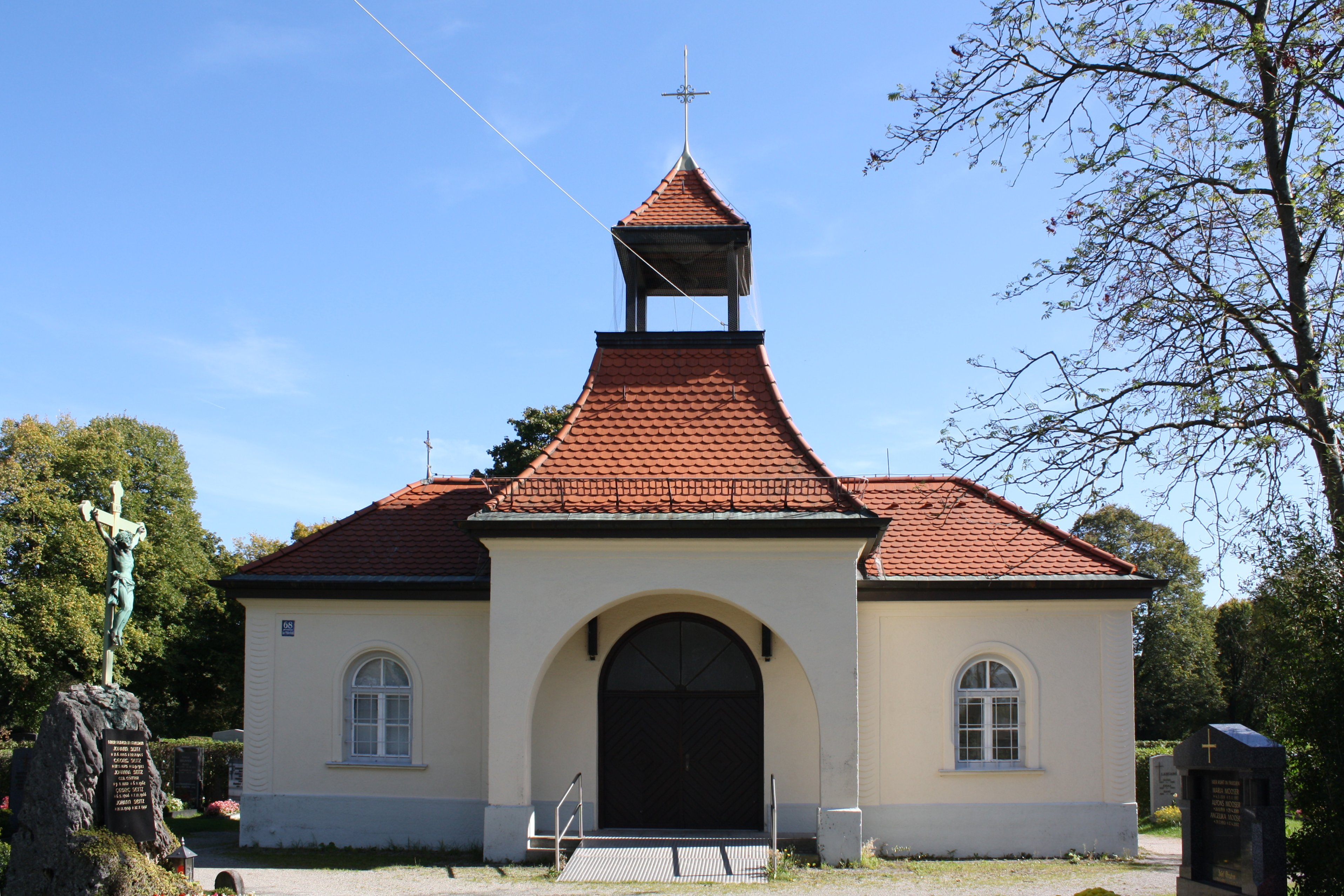
Das Leichenhaus auf dem Friedhof Riem (alter Teil)

Der Friedhof Riem befindet sich im Münchner Osten im gleichnamigen Stadtteil Riem. Der alte Teil befindet sich östlich der Straße „Am Mitterfeld“. Der neue Teil befindet sich westlich der Straße „Am Mitterfeld“ und wird im Norden von der Straße Am Hüllgraben, im Westen vom Leonhardiweg und im Süden von der Linnenbrüggerstraße begrenzt.

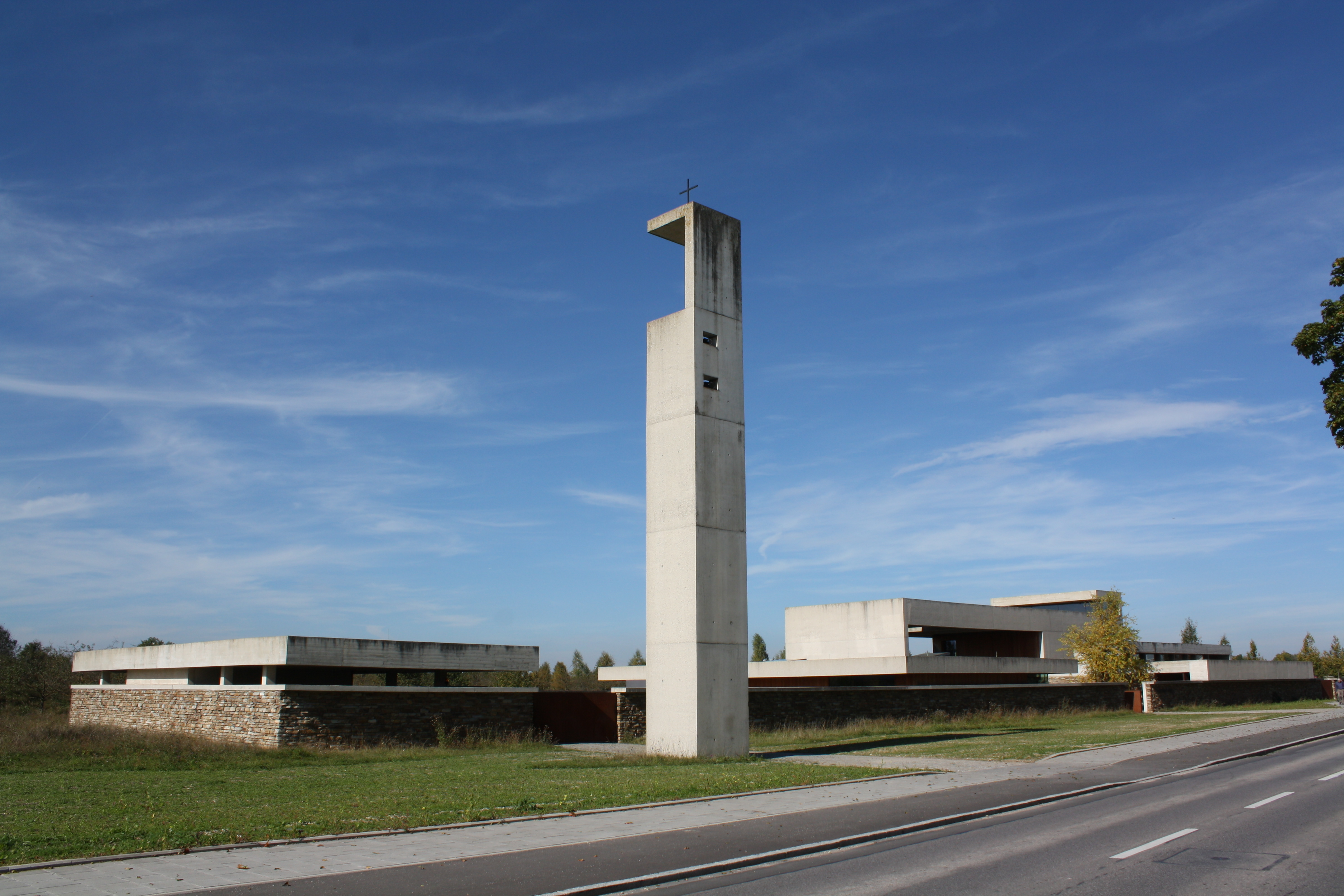
Aussegnungshalle des neuen Teils des Friedhofs Riem

Die Erweiterung des Riemer Friedhofs wurde in den Jahren 1999 und 2000 errichtet. Das Erweiterungsgelände besteht aus vier unregelmäßigen, durch bauliche Grenzen (Mauern, Böschungen) voneinander getrennten Vierecken, die gegenüber der Umgebung erhöht wurden. Auch die Anordnung der Grabplätze unterscheidet sich von der anderer Friedhöfe: Die Gräber wurden über den Wegen – leicht angehoben – angelegt. Sie überragen damit auch die Rasenflächen, die die Grabfelder umgeben. Für die Bepflanzung wurden regionale Baumarten wie Wildäpfel oder Birken ausgewählt. Am Nordende wurde als Landmarke ein Betonturm errichtet, der von der Autobahn aus sichtbar ist; er wird Aussichtssteg genannt.
Die Aussegnungshalle am Südende der neuen Friedhofs steht direkt gegenüber dem Haupteingang des alten Friedhofs, sie wurde nach den Plänen der Architekten Andreas Meck und Stephan Köppel aus Beton, Bruchsteinen und Holz errichtet. Sie wurde 2001 mit dem BDA-Preis Bayern und mit einer Lobenden Erwähnung beim Architekturpreis Beton ausgezeichnet. Den 2. Preis  gewannen Meier-Scupin & Petzet mit Erhard Landschaftsarchitekten, der 3. Preis ging an Allmann Sattler Wappner mit büro realgrün und Ankäufe erhielten Reiner, Weber mit Christoph und Donata Valentien, Werner Girsberger mit Fink-Prechter Landschaftsarchitekten und Michael Gaenßler mit Gerhart Teutsch.
Im Oktober 2023 wurde im neuen Teil die Erweiterung „Scholle drei“ mit Platz für weitere 950 Grabplätze eröffnet.

## Gräber bekannter Persönlichkeiten
- Willem Holsboer (1905–1959), Schauspieler, Regisseur und Theaterintendant
- Hans Korte (1929–2016), Schauspieler
- Günther Stapenhorst (1883–1976), Offizier und Filmproduzent
- Peter Steiner (1927–2008), Volksschauspieler
- Gerhard Wendland (1916–1996), Schlagersänger